# Tour de France 1975
Il Tour de France 1975, sessantaduesima edizione della corsa, si svolse in ventidue tappe precedute da un prologo iniziale, tra il 26 giugno e il 20 luglio 1975, su un percorso totale di 3 999 km. 
Fu vinto per la prima volta dal passista-scalatore francese Bernard Thévenet (al secondo podio ottenuto al Tour dopo la seconda posizione del 1973) in forza alla Peugeot-BP-Michelin.
Thevenet fu il primo atleta in grado di prevalere sul "Cannibale" Merckx, fino ad allora imbattuto sulle strade del Tour de France.
Thévenet concluse le sue fatiche sulle strade di Francia con il tempo di 114h35'31". 
Al secondo posto della classifica generale si piazzò il passista-cronoman, scalatore e finisseur belga Eddy Merckx (al sesto ed ultimo podio nella Grand Boucle dopo il record di cinque trionfi). 
Alla terza posizione della graduatoria generale si classificò lo scalatore belga Lucien Van Impe (al secondo podio al Tour dopo un altro terzo posto già conseguito nel 1971).

## Tappe
| Tappa  | Data      | Percorso                                     | km    | Vincitore di tappa    | Leader cl. generale |
| ------ | --------- | -------------------------------------------- | ----- | --------------------- | ------------------- |
| Prol.  | 26 giugno | Charleroi (BEL) (cron. individuale)          | 6,250 | Francesco Moser       | Francesco Moser     |
| 1ª-1ª  | 27 giugno | Charleroi (BEL) > Molenbeek (BEL)            | 94    | Cees Priem            | Francesco Moser     |
| 1ª-2ª  | 27 giugno | Molenbeek (BEL) > Roubaix                    | 108,5 | Rik Van Linden        | Francesco Moser     |
| 2ª     | 28 giugno | Roubaix > Amiens                             | 121,5 | Ronald De Witte       | Francesco Moser     |
| 3ª     | 29 giugno | Amiens > Versailles                          | 169,5 | Karel Rottiers        | Francesco Moser     |
| 4ª     | 30 giugno | Versailles > Le Mans                         | 223   | Jacques Esclassan     | Francesco Moser     |
| 5ª     | 1º luglio | Sablé-sur-Sarthe > Merlin Plage              | 222,5 | Theo Smit             | Francesco Moser     |
| 6ª     | 2 luglio  | Circuito di Merlin Plage (cron. individuale) | 16    | Eddy Merckx           | Eddy Merckx         |
| 7ª     | 3 luglio  | Saint-Gilles-Croix-de-Vie > Angoulême        | 235,5 | Francesco Moser       | Eddy Merckx         |
| 8ª     | 4 luglio  | Angoulême > Bordeaux                         | 134   | Barry Hoban           | Eddy Merckx         |
| 9ª-1ª  | 5 luglio  | Langon > Fleurance                           | 131   | Theo Smit             | Eddy Merckx         |
| 9ª-2ª  | 5 luglio  | Fleurance > Auch (cron. individuale)         | 37,4  | Eddy Merckx           | Eddy Merckx         |
|        | 6 luglio  | giorno di riposo                             |       |                       |                     |
| 10ª    | 7 luglio  | Auch > Pau                                   | 206   | Felice Gimondi        | Eddy Merckx         |
| 11ª    | 8 luglio  | Pau > Saint-Lary-Soulan                      | 160   | Joop Zoetemelk        | Eddy Merckx         |
| 12ª    | 9 luglio  | Tarbes > Albi                                | 242   | Gerrie Knetemann      | Eddy Merckx         |
| 13ª    | 10 luglio | Albi > Super Lioran                          | 260   | Michel Pollentier     | Eddy Merckx         |
| 14ª    | 11 luglio | Aurillac > Puy-de-Dôme                       | 173,5 | Lucien Van Impe       | Eddy Merckx         |
|        | 12 luglio | giorno di riposo                             |       |                       |                     |
| 15ª    | 13 luglio | Nizza > Pra Loup                             | 217,5 | Bernard Thévenet      | Bernard Thévenet    |
| 16ª    | 14 luglio | Barcelonnette > Serre Chevalier              | 107   | Bernard Thévenet      | Bernard Thévenet    |
| 17ª    | 15 luglio | Valloire > Morzine-Avoriaz                   | 225   | Vicente López Carril  | Bernard Thévenet    |
| 18ª    | 16 luglio | Morzine > Châtel (cron. individuale)         | 40    | Lucien Van Impe       | Bernard Thévenet    |
| 19ª    | 17 luglio | Thonon-les-Bains > Chalon-sur-Saône          | 229   | Rik Van Linden        | Bernard Thévenet    |
| 20ª    | 18 luglio | Pouilly-en-Auxois > Melun                    | 256   | Giacinto Santambrogio | Bernard Thévenet    |
| 21ª    | 19 luglio | Melun > Senlis                               | 220,5 | Rik Van Linden        | Bernard Thévenet    |
| 22ª    | 20 luglio | Circuito di Parigi/Champs-Élysées            | 163,5 | Walter Godefroot      | Bernard Thévenet    |
| Totale | Totale    | Totale                                       | 3 999 |                       |                     |

## Squadre e corridori partecipanti
| N.    | Cod. | Squadra                |
| ----- | ---- | ---------------------- |
| 1-10  | MOL  | Molteni                |
| 11-20 | GAN  | Gan-Mercier-Hutchinson |
| 21-30 | KAS  | KAS-Kaskol             |
| 31-40 | JOL  | Jollj Ceramica         |
| 41-50 | SER  | Super Ser              |
| 51-60 | PEU  | Peugeot-BP-Michelin    |
| 61-70 | BIA  | Bianchi-Campagnolo     |

| N.      | Cod. | Squadra                        |
| ------- | ---- | ------------------------------ |
| 71-80   | GIT  | Gitane-Campagnolo              |
| 81-90   | FIL  | Filotex                        |
| 91-100  | FLA  | Carpenter-Confortluxe-Flandria |
| 101-110 | SPO  | Sporting-Sotto Mayor-Lejeune   |
| 111-120 | MIK  | Miko-De Gribaldy               |
| 121-130 | FRI  | Frisol-GBC                     |
| 131-140 | JOB  | Jobo-Wolber-Sablière           |

## Resoconto degli eventi
Al Tour de France 1975 parteciparono 140 corridori in rappresentanza di quattordici squadre; di essi, 86 giunsero a Parigi. Le squadre partecipanti erano 5 francesi, 3 italiane, 2 belghe, 2 spagnole, 1 olandese, 1 portoghese. I corridori partecipanti erano 43 francesi, 32 belgi, 24 italiani, 17 spagnoli, 11 olandesi, 7 portoghesi, 1 britannico, 1 colombiano, 1 norvegese, 1 svizzero, 1 danese, 1 australiano.
Il cronoprologo di Charleroi, 6,250 chilometri, venne vinto dal giovane italiano Francesco Moser, che per soli due secondi prevalse sul campione uscente Eddy Mercxk. Moser tenne la maglia gialla fino alla cronometro di Merlin Plage, quando fu proprio Merckx, quel giorno vincitore, a togliergliela. Il "Cannibale" belga si impose ancora a cronometro tre giorni dopo, aggiudicandosi anche la tappa di Auch, e mantenne la leadership anche sui Pirenei, pur perdendo una cinquantina di secondi da Joop Zoetemelk e Bernard Thévenet, fin lì i principali rivali, nella frazione con arrivo a Saint-Lary-Soulan. Presentatosi ai piedi del Massiccio Centrale con un vantaggio di un minuto e mezzo su Thévenet e di quasi quattro su Zoetemelk, sulla salita finale della tappa di Puy-de-Dôme venne attaccato e staccato da Thévenet e Van Impe; si lanciò allora all'inseguimento, ma a poche centinaia di metri dalla vetta venne colpito all'addome da uno spettatore a bordo strada. Nonostante il dolore riuscì a concludere la frazione e a conservare la maglia gialla, perdendo però 49 secondi da Van Impe e 34 dal francese. Appena tagliato il traguardo venne tuttavia colto da un attacco di vomito: fu costretto ad assumere prima degli antidolorifici e poi anche degli anticoagulanti, proseguendo comunque la corsa.
Merckx giunse così ai piedi delle Alpi con ancora indosso il simbolo del primato. Due giorni dopo i fatti di Puy-de-Dôme, si affrontava la Nizza-Pra Loup, 217 chilometri con sei colli e un dislivello complessivo di 5 266 metri. Sulla quinta delle sei salite, l'Allos, davanti rimasero in cinque, Gimondi, Thévenet, Van Impe, Zoetemelk e Merckx: proprio quest'ultimo, con uno scatto a 800 metri dalla vetta, scollinò per primo e, dopo una discesa a tutta, si presentò all'inizio dell'ultima ascesa con un minuto e mezzo sui primi inseguitori. Sulle rampe verso Pra Loup, però, Merckx andò improvvisamente in crisi: lo sorpassarono prima Gimondi, poi Thévenet, che andrà a vincere la tappa, poi anche Zoetemelk e Van Impe. Al traguardo il "Cannibale" perse ben 1'56" dal francese della Peugeot-BP, dovendo cedergli il primato. Già l'indomani, sul traguardo di Serre Chevalier, Thévenet, in giallo, fece il bis, staccò tutti i rivali sui colli dell'Izoard e del Vars e inflisse loro ben 2'22", rafforzando il primato. Merckx, dal canto suo, non seppe più rimontare: nella frazione di Morzine-Avoriaz, l'ultima sulle Alpi, non riuscì ad allungare sul rivale, e pure nella decisiva cronometro di Châtel guadagnò solamente 15 secondi; in quella tappa fu anche vittima di una caduta che gli procurò una frattura alla mandibola.
Il sessantaduesimo Tour de France andò così a Bernard Thévenet, con 2'47" su Merckx, 5'01" su Lucien Van Impe, terzo e vincitore della classifica scalatori, e 6'41" su Joop Zoetemelk, quarto. Quinto concluse inizialmente Gimondi, a 13'05"; a causa però di una positività al controllo antidoping riscontrata al termine della tappa di Pra Loup, l'italiano venne penalizzato di 10 minuti in classifica generale (oltre che squalificato per un mese con la condizionale e multato di mille franchi svizzeri), scivolando così al sesto posto, alle spalle dello spagnolo Vicente López Carril.
Thévenet vestì la maglia gialla al termine delle ultime otto frazioni sulle venticinque totali (considerando come unità anche il cronoprologo e le varie semitappe), vinse due tappe e divenne il primo francese a conquistare la Grande Boucle otto anni dopo l'ultimo successo dei padroni di casa targato Roger Pingeon (1967). La maglia verde della classifica a punti se l'aggiudicò invece Rik Van Linden, vincitore in volata di tre frazioni, mentre a vincere la graduatoria a squadre fu la Gan-Mercier-Hutchinson di Joop Zoetemelk e Raymond Poulidor.
Per la prima volta la corsa si concluse con l'oggi tradizionale passerella sugli Champs-Élysées: nell'occasione fu un circuito completamente cittadino sulle vie di Parigi a fungere da ultima tappa. Per la prima storica volta, inoltre, un ciclista, Lucien Van Impe, presentò una bicicletta con telaio in carbonio e fibra di vetro. A partire da quest'edizione vennero poi attuate alcune modifiche sulle classifiche minori. Venne soppressa la classifica combinata, e la maglia bianca distintiva andò a premiare il leader della neonata classifica dei giovani (Francesco Moser, alla fine settimo nella classifica generale), a cui potevano iscriversi tutti i ciclisti professionisti da meno di tre anni. Venne infine introdotta la celebre maglia a pois, patrocinata dall'azienda di cioccolato Poulain, per il primo della classifica scalatori (Van Impe).

## Dettagli delle tappe

### Prologo
- 26 giugno: Charleroi (Belgio) – Cronometro individuale - 6,250 km

| Pos. | Corridore         | Tempo |
| ---- | ----------------- | ----- |
| 1    | Francesco Moser   | 8'49" |
| 2    | Eddy Merckx       | a 2"  |
| 3    | Lucien Van Impe   | a 14" |
| 4    | Michel Pollentier | a 14" |
| 5    | Yves Hézard       | a 15" |
| 6    | Joop Zoetemelk    | a 17" |
| 7    | Gerben Karstens   | a 18" |
| 8    | Knut Knudsen      | a 20" |
| 9    | Régis Ovion       | a 23" |
| 10   | Hennie Kuiper     | a 24" |

Descrizione e riassunto
Il cronoprologo di Charleroi, 6,250 chilometri, è vinto dal giovane italiano Francesco Moser, neoprofessionista, che per soli due secondi prevale sul campione uscente Eddy Mercxk. Gli italiani Gimondi e Battaglin chiudono a 28".

### 1ª tappa - 1ª semitappa
- 27 giugno: Charleroi (Belgio) > Molenbeek (Belgio) - 94 km

Risultati
| Pos. | Corridore         | Tempo    |
| ---- | ----------------- | -------- |
| 1    | Cees Priem        | 2h09'27" |
| 2    | Eddy Merckx       | s.t.     |
| 3    | Ronny De Witte    | s.t.     |
| 4    | Lucien Van Impe   | s.t.     |
| 5    | Joop Zoetemelk    | s.t.     |
| 6    | Michel Pollentier | s.t.     |
| 7    | Francesco Moser   | s.t.     |
| 8    | Gerrie Knetemann  | s.t.     |
| 9    | Karel Rottiers    | a 7"     |
| 10   | Rik Van Linden    | a 53"    |

| Pos. | Corridore         | Tempo    |
| ---- | ----------------- | -------- |
| 1    | Francesco Moser   | 2h18'16" |
| 2    | Eddy Merckx       | a 2"     |
| 3    | Lucien Van Impe   | a 14"    |
| 4    | Michel Pollentier | a 14"    |
| 5    | Joop Zoetemelk    | a 17"    |
| 6    | Gerrie Knetemann  | a 24"    |
| 7    | Karel Rottiers    | a 24"    |
| 8    | Yves Hézard       | a 1'08"  |
| 9    | Gerben Karstens   | a 1'11"  |
| 10   | Ronny De Witte    | a 1'11"  |

Descrizione e riassunto
Nella prima semitappa del mattino è un attacco di Merckx a determinare il gruppetto degli 8 migliori che andrà a giocarsi la tappa. A prevalere è l'olandese Priem, mentre il gruppo accusa 53" di ritardo.

### 1ª tappa - 2ª semitappa
- 27 giugno: Molenbeek (Belgio) > Roubaix - 108,5 km

Risultati
| Pos. | Corridore           | Tempo    |
| ---- | ------------------- | -------- |
| 1    | Rik Van Linden      | 2h28'30" |
| 2    | Francesco Moser     | s.t.     |
| 3    | Walter Godefroot    | s.t.     |
| 4    | Marc Demeyer        | s.t.     |
| 5    | Felice Gimondi      | s.t.     |
| 6    | Herman Van Springel | s.t.     |
| 7    | Eddy Merckx         | s.t.     |
| 8    | Bernard Thévenet    | s.t.     |
| 9    | Michel Pollentier   | s.t.     |
| 10   | Giovanni Battaglin  | s.t.     |

| Pos. | Corridore           | Tempo    |
| ---- | ------------------- | -------- |
| 1    | Francesco Moser     | 4h46'46" |
| 2    | Eddy Merckx         | a 2"     |
| 3    | Michel Pollentier   | a 14"    |
| 4    | Bernard Thévenet    | a 1'17"  |
| 5    | Herman Van Springel | a 1'18"  |
| 6    | Giovanni Battaglin  | a 1'22"  |
| 7    | Felice Gimondi      | a 1'22"  |
| 8    | Rik Van Linden      | a 1'27"  |
| 9    | Raymond Poulidor    | a 1'27"  |
| 10   | Walter Godefroot    | a 1'28"  |

Descrizione e riassunto
Nella semitappa del pavé, la maglia gialla Francesco Moser porta via un gruppetto di 11 corridori che giunge compatto al velodromo di Roubaix, dove il trentino è battuto dal belga Van Linden. Va in crisi il forte scalatore spagnolo José Manuel Fuente che arriva ultimo e fuori tempo massimo.

### 2ª tappa
- 28 giugno: Roubaix > Amiens - 121,5 km

Risultati
| Pos. | Corridore         | Tempo    |
| ---- | ----------------- | -------- |
| 1    | Ronny De Witte    | 2h37"17" |
| 2    | Gérard Vianen     | s.t.     |
| 3    | Rik Van Linden    | s.t.     |
| 4    | Jacques Esclassan | s.t.     |
| 5    | Wilfried Wesemael | s.t.     |
| 6    | Barry Hoban       | s.t.     |
| 7    | Karel Rottiers    | s.t.     |
| 8    | Cees Priem        | s.t.     |
| 9    | Alessio Antonini  | s.t.     |
| 10   | Gerben Karstens   | s.t.     |

| Pos. | Corridore           | Tempo    |
| ---- | ------------------- | -------- |
| 1    | Francesco Moser     | 7h24'03" |
| 2    | Eddy Merckx         | a 2"     |
| 3    | Michel Pollentier   | a 14"    |
| 4    | Bernard Thévenet    | a 1'17"  |
| 5    | Herman Van Springel | a 1'18"  |
| 6    | Giovanni Battaglin  | a 1'22"  |
| 7    | Felice Gimondi      | a 1'22"  |
| 8    | Rik Van Linden      | a 1'27"  |
| 9    | Raymond Poulidor    | a 1'27"  |
| 10   | Walter Godefroot    | a 1'28"  |

Descrizione e riassunto
Prima volata di gruppo e vittoria del belga De Witte della Flandria-Carpenter-Confortluxe. Merckx conclude attardato per una foratura nelle fasi finali, ma la giuria neutralizza il suo tempo.

### 3ª tappa
- 29 giugno: Amiens > Versailles - 169,5 km

Risultati
| Pos. | Corridore          | Tempo    |
| ---- | ------------------ | -------- |
| 1    | Karel Rottiers     | 4h04'04" |
| 2    | Francesco Moser    | s.t.     |
| 3    | Jacques Esclassan  | s.t.     |
| 4    | Rik Van Linden     | s.t.     |
| 5    | Walter Godefroot   | s.t.     |
| 6    | Eddy Merckx        | s.t.     |
| 7    | Barry Hoban        | s.t.     |
| 8    | Pierino Gavazzi    | s.t.     |
| 9    | Robert Mintkiewicz | s.t.     |
| 10   | Régis Delépine     | s.t.     |

| Pos. | Corridore           | Tempo     |
| ---- | ------------------- | --------- |
| 1    | Francesco Moser     | 11h28'07" |
| 2    | Eddy Merckx         | a 2"      |
| 3    | Michel Pollentier   | a 14"     |
| 4    | Bernard Thévenet    | a 1'17"   |
| 5    | Herman Van Springel | a 1'18"   |
| 6    | Giovanni Battaglin  | a 1'22"   |
| 7    | Felice Gimondi      | a 1'22"   |
| 8    | Rik Van Linden      | a 1'27"   |
| 9    | Raymond Poulidor    | a 1'27"   |
| 10   | Walter Godefroot    | a 1'28"   |

Descrizione e riassunto
Con un allungo a un chilometro dall'arrivo il belga Rottiers, un gregario di Merckx nella Molteni, anticipa il gruppo regolato in volata da Moser.

### 4ª tappa
- 30 giugno: Versailles > Le Mans - 223 km

Risultati
| Pos. | Corridore             | Tempo    |
| ---- | --------------------- | -------- |
| 1    | Jacques Esclassan     | 5h26'32" |
| 2    | Rik Van Linden        | s.t.     |
| 3    | Robert Mintkiewicz    | s.t.     |
| 4    | Giacomo Bazzan        | s.t.     |
| 5    | Theo Smit             | s.t.     |
| 6    | Wilfried Wesemael     | s.t.     |
| 7    | Bruno Vicino          | s.t.     |
| 8    | Pierino Gavazzi       | s.t.     |
| 9    | Herman Van Springel   | s.t.     |
| 10   | Giacinto Santambrogio | s.t.     |

| Pos. | Corridore           | Tempo     |
| ---- | ------------------- | --------- |
| 1    | Francesco Moser     | 16h54'39" |
| 2    | Eddy Merckx         | a 2"      |
| 3    | Michel Pollentier   | a 14"     |
| 4    | Bernard Thévenet    | a 1'17"   |
| 5    | Herman Van Springel | a 1'18"   |
| 6    | Giovanni Battaglin  | a 1'22"   |
| 7    | Felice Gimondi      | a 1'22"   |
| 8    | Rik Van Linden      | a 1'27"   |
| 9    | Raymond Poulidor    | a 1'27"   |
| 10   | Walter Godefroot    | a 1'28"   |

Descrizione e riassunto
Il francese Esclassan della Peugeot-BP vince una volata molto contestata su Van Linden, che cade subito dopo la linea del traguardo. La giuria rigetta il ricorso del belga.

### 5ª tappa
- 1º luglio: Sablé-sur-Sarthe > Merlin Plage - 222,5 km

Risultati
| Pos. | Corridore             | Tempo    |
| ---- | --------------------- | -------- |
| 1    | Theo Smit             | 5h39'25" |
| 2    | Rik Van Linden        | s.t.     |
| 3    | Eddy Merckx           | s.t.     |
| 4    | Jacques Esclassan     | s.t.     |
| 5    | Henk Prinsen          | s.t.     |
| 6    | Giacinto Santambrogio | s.t.     |
| 7    | Pierino Gavazzi       | s.t.     |
| 8    | Barry Hoban           | s.t.     |
| 9    | Gerben Karstens       | s.t.     |
| 10   | Alessio Antonini      | s.t.     |

| Pos. | Corridore           | Tempo     |
| ---- | ------------------- | --------- |
| 1    | Francesco Moser     | 22h34'04" |
| 2    | Eddy Merckx         | a 2"      |
| 3    | Michel Pollentier   | a 14"     |
| 4    | Bernard Thévenet    | a 1'17"   |
| 5    | Herman Van Springel | a 1'18"   |
| 6    | Giovanni Battaglin  | a 1'22"   |
| 7    | Felice Gimondi      | a 1'22"   |
| 8    | Rik Van Linden      | a 1'27"   |
| 9    | Raymond Poulidor    | a 1'27"   |
| 10   | Walter Godefroot    | a 1'28"   |

Descrizione e riassunto
Il neoprofessionista olandese Smit della Peugeor-BP vince su Van Linden e Merckx la volata di gruppo.

### 6ª tappa
- 2 luglio: Circuito di Merlin Plage – Cronometro individuale - 16 km

Risultati
| Pos. | Corridore                | Tempo  |
| ---- | ------------------------ | ------ |
| 1    | Eddy Merckx              | 19'33" |
| 2    | Yves Hézard              | a 27"  |
| 3    | Knut Knudsen             | a 30"  |
| 4    | Francesco Moser          | a 33"  |
| 5    | Jean-Pierre Danguillaume | a 45"  |
| 6    | Bernard Thévenet         | a 52"  |
| 7    | Luis Ocaña               | a 53"  |
| 8    | Hennie Kuiper            | a 56"  |
| 9    | Michel Pollentier        | a 57"  |
| 10   | Gerrie Knetemann         | a 58"  |

| Pos. | Corridore           | Tempo     |
| ---- | ------------------- | --------- |
| 1    | Eddy Merckx         | 22h53'39" |
| 2    | Francesco Moser     | a 31"     |
| 3    | Michel Pollentier   | a 1'09"   |
| 4    | Bernard Thévenet    | a 2'07"   |
| 5    | Herman Van Springel | a 2'32"   |
| 6    | Raymond Poulidor    | a 2'32"   |
| 7    | Felice Gimondi      | a 2'34"   |
| 8    | Lucien Van Impe     | a 2'50"   |
| 9    | Giovanni Battaglin  | a 2'53"   |
| 10   | Marc Demeyer        | a 2'54"   |

Descrizione e riassunto
La cronometro di Merlin Plage vede il dominio di Eddy Merckx che, oltre alla tappa, conquista la maglia gialla, strappandola a Moser. Il trentino, nonostante un inizio difficile dettato da una foratura nei secondi che precedevano il via, chiude al quarto posto dietro al campione fiammingo, al francese Hézard e al norvegese Knudsen. Tra gli italiani si segnalano il 19º posto di Gimondi (a 1'14") ed il 37° di Battaglin (a 1'33"). Tra i favoriti, chiudono in ritardo Van Impe (25° a 1'16") e Zoetemelk (33° a 1'31").

### 7ª tappa
- 3 luglio: Saint-Gilles-Croix-de-Vie > Angoulême - 235,5 km

Risultati
| Pos. | Corridore                | Tempo    |
| ---- | ------------------------ | -------- |
| 1    | Francesco Moser          | 6h25'16" |
| 2    | Rik Van Linden           | s.t.     |
| 3    | Walter Godefroot         | s.t.     |
| 4    | Eddy Merckx              | s.t.     |
| 5    | Joop Zoetemelk           | s.t.     |
| 6    | Alain Cigana             | s.t.     |
| 7    | Jacques Esclassan        | s.t.     |
| 8    | Alessio Antonini         | a 3"     |
| 9    | Jean-Pierre Danguillaume | s.t.     |
| 10   | Willy Teirlinck          | a 4"     |

| Pos. | Corridore           | Tempo     |
| ---- | ------------------- | --------- |
| 1    | Eddy Merckx         | 29h18'55" |
| 2    | Francesco Moser     | a 31"     |
| 3    | Michel Pollentier   | a 1'13"   |
| 4    | Bernard Thévenet    | a 2'11"   |
| 5    | Herman Van Springel | a 2'36"   |
| 6    | Raymond Poulidor    | a 2'36"   |
| 7    | Felice Gimondi      | a 2'38"   |
| 8    | Lucien Van Impe     | a 2'54"   |
| 9    | Giovanni Battaglin  | a 2'57"   |
| 10   | Marc Demeyer        | a 2'58"   |

Descrizione e riassunto
Tappa combattuta a causa del forte vento che più volte ha spezzato il gruppo. L'arrivo di Angoulême, posto in leggera ascesa, vede la sparata di Moser che si riscatta immediatamente dopo aver perso la maglia gialla.

### 8ª tappa
- 4 luglio: Angoulême > Bordeaux - 134 km

Risultati
| Pos. | Corridore        | Tempo    |
| ---- | ---------------- | -------- |
| 1    | Barry Hoban      | 3h25'54" |
| 2    | Rik Van Linden   | s.t.     |
| 3    | Francesco Moser  | s.t.     |
| 4    | Walter Godefroot | s.t.     |
| 5    | Gerben Karstens  | s.t.     |
| 6    | Giacomo Bazzan   | s.t.     |
| 7    | Pierino Gavazzi  | s.t.     |
| 8    | Régis Delépine   | s.t.     |
| 9    | Marc Demeyer     | s.t.     |
| 10   | Alain Cigana     | s.t.     |

| Pos. | Corridore           | Tempo     |
| ---- | ------------------- | --------- |
| 1    | Eddy Merckx         | 32h44'49" |
| 2    | Francesco Moser     | a 31"     |
| 3    | Michel Pollentier   | a 1'13"   |
| 4    | Bernard Thévenet    | a 2'11"   |
| 5    | Herman Van Springel | a 2'36"   |
| 6    | Raymond Poulidor    | a 2'36"   |
| 7    | Felice Gimondi      | a 2'38"   |
| 8    | Lucien Van Impe     | a 2'54"   |
| 9    | Giovanni Battaglin  | a 2'57"   |
| 10   | Marc Demeyer        | a 2'58"   |

Descrizione e riassunto
Sei anni dopo la sua prima vittoria al Tour, Barry Hoban coglie la sua sesta ed ultima volata vincente alla Grande Boucle. L'unico inglese in gara, marito della vedova di Tommy Simpson, vince a Bordeaux come già aveva fatto nel 1969, precedendo Van Linden e Moser.

### 9ª tappa - 1ª semitappa
- 5 luglio: Langon > Fleurance - 131 km

Risultati
| Pos. | Corridore             | Tempo    |
| ---- | --------------------- | -------- |
| 1    | Theo Smit             | 3h15'32" |
| 2    | Rik Van Linden        | s.t.     |
| 3    | Giacinto Santambrogio | s.t.     |
| 4    | Eddy Merckx           | s.t.     |
| 5    | Gerben Karstens       | s.t.     |
| 6    | Gérard Vianen         | s.t.     |
| 7    | Giacomo Bazzan        | s.t.     |
| 8    | Eddy Peelman          | s.t.     |
| 9    | Robert Mintkiewicz    | s.t.     |
| 10   | Barry Hoban           | s.t.     |

| Pos. | Corridore           | Tempo     |
| ---- | ------------------- | --------- |
| 1    | Eddy Merckx         | 36h00'21" |
| 2    | Francesco Moser     | a 31"     |
| 3    | Michel Pollentier   | a 1'13"   |
| 4    | Bernard Thévenet    | a 2'11"   |
| 5    | Herman Van Springel | a 2'36"   |
| 6    | Raymond Poulidor    | a 2'36"   |
| 7    | Felice Gimondi      | a 2'38"   |
| 8    | Lucien Van Impe     | a 2'54"   |
| 9    | Giovanni Battaglin  | a 2'57"   |
| 10   | Marc Demeyer        | a 2'58"   |

Descrizione e riassunto
Seconda volata vincente per l'olandese Smit, ancora una volta davanti al belga Van Lind. Nello sprint finale, cade e deve abbandonare il Tour il francese Esclassan.

### 9ª tappa - 2ª semitappa
- 5 luglio: Auch – Cronometro individuale - 37,4 km

Risultati
| Pos. | Corridore                | Tempo   |
| ---- | ------------------------ | ------- |
| 1    | Eddy Merckx              | 49'42"  |
| 2    | Bernard Thévenet         | a 9"    |
| 3    | Knut Knudsen             | a 13"   |
| 4    | Felice Gimondi           | a 44"   |
| 5    | Yves Hézard              | a 47"   |
| 6    | Luis Ocaña               | a 1'06" |
| 7    | Francesco Moser          | a 1'08" |
| 8    | Michel Pollentier        | a 1'16" |
| 9    | Jean-Pierre Danguillaume | a 1'20" |
| 10   | Joop Zoetemelk           | a 1'40" |

| Pos. | Corridore           | Tempo     |
| ---- | ------------------- | --------- |
| 1    | Eddy Merckx         | 36h50'03" |
| 2    | Francesco Moser     | a 1'39"   |
| 3    | Bernard Thévenet    | a 2'20"   |
| 4    | Michel Pollentier   | a 2'29"   |
| 5    | Felice Gimondi      | a 3'22"   |
| 6    | Knut Knudsen        | a 3'43"   |
| 7    | Yves Hézard         | a 3'59"   |
| 8    | Raymond Poulidor    | a 4'42"   |
| 9    | Herman Van Springel | a 4'43"   |
| 10   | Joop Zoetemelk      | a 4'48"   |

Descrizione e riassunto
La maglia gialla vince la sua seconda cronometro, infliggendo tuttavia ai suoi avversari distacchi non eccessivi. Merckx nel corso della tappa subisce una foratura, come lui Moser che cambia bici e perde il ritmo, giungendo solo 7°. Tra gli altri italiani, ottimo 4º posto di Gimondi che guadagna due posizioni in classifica generale, 14° a 2'20" Battaglin. Tra i favoriti splendida prestazione di Thévenet (2° a soli 9"), male Van Impe (18° a 2'24").

### 10ª tappa
- 7 luglio: Auch > Pau - 206 km

Risultati
| Pos. | Corridore                | Tempo    |
| ---- | ------------------------ | -------- |
| 1    | Felice Gimondi           | 5h59'52" |
| 2    | Roberto Poggiali         | a 2"     |
| 3    | Jean-Pierre Danguillaume | a 7"     |
| 4    | Bernard Thévenet         | a 8"     |
| 5    | Francesco Moser          | s.t.     |
| 6    | Yves Hézard              | s.t.     |
| 7    | Giovanni Battaglin       | s.t.     |
| 8    | Eddy Merckx              | s.t.     |
| 9    | Lucien Van Impe          | s.t.     |
| 10   | Raymond Poulidor         | s.t.     |

| Pos. | Corridore                | Tempo     |
| ---- | ------------------------ | --------- |
| 1    | Eddy Merckx              | 42h50'03" |
| 2    | Francesco Moser          | a 1'39"   |
| 3    | Bernard Thévenet         | a 2'20"   |
| 4    | Felice Gimondi           | a 3'14"   |
| 5    | Yves Hézard              | a 3'59"   |
| 6    | Raymond Poulidor         | a 4'42"   |
| 7    | Joop Zoetemelk           | a 4'48"   |
| 8    | Jean-Pierre Danguillaume | a 4'50"   |
| 9    | Luis Ocaña               | a 5'14"   |
| 10   | Giovanni Battaglin       | a 5'17"   |

Descrizione e riassunto
A Pau, nella prima tappa pirenaica, Felice Gimondi coglie il suo unico successo del 1975 e sale in classifica fino al 4º posto. L'ascesa al Col de Soulor vede la crisi di Pollentier, che alla fine accuserà 4'58" di ritardo dal vincitore, in vetta passa solitario Van Impe, ma nella discesa si forma un gruppo di 21 atleti (tra i quali anche Battaglin e Moser, precedentemente caduti). In testa si avvantaggia Poggiali, ma a 4 km dall'arrivo parte Gimondi che agguanta e sorpassa il connazionale in vista dell'ultimo chilometro, andando a vincere in solitaria.

### 11ª tappa
- 8 luglio: Pau > Saint-Lary-Soulan - 160 km

Risultati
| Pos. | Corridore            | Tempo    |
| ---- | -------------------- | -------- |
| 1    | Joop Zoetemelk       | 5h17'18" |
| 2    | Bernard Thévenet     | a 6"     |
| 3    | Lucien Van Impe      | a 55"    |
| 4    | Eddy Merckx          | s.t.     |
| 5    | Luis Ocaña           | a 2'24"  |
| 6    | Vicente López Carril | a 3'18"  |
| 7    | André Romero         | a 3'52"  |
| 8    | Jos Deschoenmaecker  | a 4'58"  |
| 9    | Francisco Galdós     | a 5'03"  |
| 10   | Felice Gimondi       | a 5'35"  |

| Pos. | Corridore                | Tempo     |
| ---- | ------------------------ | --------- |
| 1    | Eddy Merckx              | 48h18'16" |
| 2    | Bernard Thévenet         | a 1'31"   |
| 3    | Joop Zoetemelk           | a 3'53"   |
| 4    | Lucien Van Impe          | a 5'18"   |
| 5    | Luis Ocaña               | a 6'43"   |
| 6    | Felice Gimondi           | a 7'54"   |
| 7    | Raymond Poulidor         | a 9'56"   |
| 8    | Giovanni Battaglin       | a 9'59"   |
| 9    | Vicente López Carril     | a 9'59"   |
| 10   | Jean-Pierre Danguillaume | a 11'47"  |

Descrizione e riassunto
Durissima tappa pirenaica, con le ascese del Tourmalet, dell'Aspin e l'arrivo in salita in cima al Pla d'Adet. Crolla Moser, reduce dalla caduta del giorno precedente, in crisi fin dalle rampe del Tourmalet, alla fine 33° a 11'11", che passa dal 2º all'11º posto in classifica generale. La corsa si infiamma già sul Tourmalet, con Van Impe all'attacco che scollina con 12" su Ocana e 16" su Merckx, Zoetemelk, Thévenet e De Schoenmaecker; Gimondi accusa 50", Battaglin 3'25", Moser oltre 5'. Nella discesa c'è un ricompattamento dei migliori, ma in vetta all'Aspin transitano Van Impe, Merckx, Ocana, Zoetemelk, Thévenet, De Schoenmaecker e Gimondi, con Battaglin a 1'20". Sulla salita finale cede Gimondi, mentre attaccano Zoetemelk e Thévenet, che chiuderanno nell'ordine (staccati di 6"), mentre i due belgi, Van Impe e Merckx, arrivano a 55". In difficoltà gli italiani, i migliori di giornata sono Gimondi (10° a 4'35°) e Battaglin (11° a 4'37"):

### 12ª tappa
- 9 luglio: Tarbes > Albi - 242 km

Risultati
| Pos. | Corridore              | Tempo    |
| ---- | ---------------------- | -------- |
| 1    | Gerrie Knetemann       | 7h17'25" |
| 2    | Giovanni Cavalcanti    | s.t.     |
| 3    | Gerben Karstens        | a 32"    |
| 4    | Rik van Linden         | s.t.     |
| 5    | Robert Mintkiewicz     | s.t.     |
| 6    | Albert Van Vlierberghe | s.t.     |
| 7    | Walter Godefroot       | s.t.     |
| 8    | Cees Priem             | s.t.     |
| 9    | Pierino Gavazzi        | s.t.     |
| 10   | Jozef Huysmans         | s.t.     |

| Pos. | Corridore                | Tempo     |
| ---- | ------------------------ | --------- |
| 1    | Eddy Merckx              | 55h36'13" |
| 2    | Bernard Thévenet         | a 1'31"   |
| 3    | Joop Zoetemelk           | a 3'53"   |
| 4    | Lucien Van Impe          | a 5'18"   |
| 5    | Luis Ocaña               | a 6'43"   |
| 6    | Felice Gimondi           | a 7'54"   |
| 7    | Giovanni Battaglin       | a 9'59"   |
| 8    | Vicente López Carril     | a 9'59"   |
| 9    | Raymond Poulidor         | a 10'26"  |
| 10   | Jean-Pierre Danguillaume | a 11'47"  |

Descrizione e riassunto
Al termine di una fuga di 80 km, l'olandese Knetemann batte il compagno di fuga Cavalcanti. Al termine della tappa si ritira Giovanni Battaglin che, a seguito della caduta nella tappa di Pau, ha riportato un'incrinatura alla rotula del ginocchio sinistro.

### 13ª tappa
- 10 luglio: Albi > Super Lioran - 260 km

Risultati
| Pos. | Corridore         | Tempo    |
| ---- | ----------------- | -------- |
| 1    | Michel Pollentier | 8h58'44" |
| 2    | Eddy Merckx       | a 25"    |
| 3    | Lucien Van Impe   | a 26"    |
| 4    | Joop Zoetemelk    | s.t.     |
| 5    | Francesco Moser   | s.t.     |
| 6    | Bernard Thévenet  | s.t.     |
| 7    | Josef Fuchs       | a 29"    |
| 8    | Felice Gimondi    | a 30"    |
| 9    | Hennie Kuiper     | a 34"    |
| 10   | Fedor Den Hartog  | a 36"    |

| Pos. | Corridore                | Tempo     |
| ---- | ------------------------ | --------- |
| 1    | Eddy Merckx              | 64h35'22" |
| 2    | Bernard Thévenet         | a 1'32"   |
| 3    | Joop Zoetemelk           | a 3'54"   |
| 4    | Lucien Van Impe          | a 5'19"   |
| 5    | Felice Gimondi           | a 7'59"   |
| 6    | Vicente López Carril     | a 10'24"  |
| 7    | Raymond Poulidor         | a 10'56"  |
| 8    | Francesco Moser          | a 11'56"  |
| 9    | Jean-Pierre Danguillaume | a 12'17"  |
| 10   | Francisco Galdós         | a 12'25"  |

Descrizione e riassunto
Nella tappa più lunga del Tour non parte lo spagnolo Ocaña. Nella salita finale, il belga Pollentier anticipa i migliori e vince davanti a Merckx.

### 14ª tappa
- 11 luglio: Aurillac > Puy-de-Dôme - 173,5 km

Risultati
| Pos. | Corridore         | Tempo    |
| ---- | ----------------- | -------- |
| 1    | Lucien Van Impe   | 5h23'51" |
| 2    | Bernard Thévenet  | a 15"    |
| 3    | Eddy Merckx       | a 49"    |
| 4    | Joop Zoetemelk    | s.t.     |
| 5    | André Doyen       | a 1'08"  |
| 6    | Michel Pollentier | a 1'10"  |
| 7    | Pedro Torres      | a 1'18"  |
| 8    | Francisco Galdós  | a 1'19"  |
| 9    | Mariano Martínez  | a 1'20"  |
| 10   | Francesco Moser   | a 1'30"  |

| Pos. | Corridore                | Tempo     |
| ---- | ------------------------ | --------- |
| 1    | Eddy Merckx              | 70h03'02" |
| 2    | Bernard Thévenet         | a 58"     |
| 3    | Joop Zoetemelk           | a 3'54"   |
| 4    | Lucien Van Impe          | a 4'30"   |
| 5    | Felice Gimondi           | a 8'54"   |
| 6    | Vicente López Carril     | a 11'51"  |
| 7    | Francesco Moser          | a 12'37"  |
| 8    | Raymond Poulidor         | a 12'49"  |
| 9    | Francisco Galdós         | a 12'55"  |
| 10   | Jean-Pierre Danguillaume | a 14'36"  |

Descrizione e riassunto
Sebbene la durissima ascesa finale al Puy-de-Dôme non abbia segnato grandi distacchi, questa tappa rappresenta il punto di svolta del Tour 1975. Nella scalata finale attaccano Van Impe e Thévenet che staccano tutti gli altri, ad inseguire Merckx e Zoetemelk. Ad un chilometro dall'arrivo il belga allunga e va a vincere, mentre a 150 metri dal traguardo, uno spettatore a bordo strada sferra un pugno a Merckx, colpendolo al fegato. Il belga chiude la tappa al terzo posto, ma pagherà le conseguenze nei giorni successivi. Moser (10° a 1'30") e Gimondi (11° a1'44") sono i migliori tra gli italiani.

### 15ª tappa
- 13 luglio: Nizza > Pra Loup - 217,5 km

Risultati
| Pos. | Corridore            | Tempo    |
| ---- | -------------------- | -------- |
| 1    | Bernard Thévenet     | 7h46'35" |
| 2    | Felice Gimondi       | a 23"    |
| 3    | Joop Zoetemelk       | a 1'12"  |
| 4    | Lucien Van Impe      | a 1'42   |
| 5    | Eddy Merckx          | a 1'56"  |
| 6    | Francesco Moser      | a 3'12"  |
| 7    | Josef Fuchs          | s.t.     |
| 8    | Luis Balague         | a 5'26"  |
| 9    | Raymond Delisle      | a 6'01"  |
| 10   | Vicente López Carril | a 6'16"  |

| Pos. | Corridore            | Tempo     |
| ---- | -------------------- | --------- |
| 1    | Bernard Thévenet     | 77h50'35" |
| 2    | Eddy Merckx          | a 58"     |
| 3    | Joop Zoetemelk       | a 4'08"   |
| 4    | Lucien Van Impe      | a 5'14"   |
| 5    | Felice Gimondi       | a 8'19"   |
| 6    | Francesco Moser      | a 14'51"  |
| 7    | Vicente López Carril | a 17'09"  |
| 8    | Josef Fuchs          | a 17'19"  |
| 9    | Raymond Poulidor     | a 23'58"  |
| 10   | Jan Janssen          | a 25'52"  |

Descrizione e riassunto
Il tappone alpino sconvolge la classifica. Al via non si presentano i corridori dell'italiana Jollj Ceramica, che aveva perso i capitani Battaglin e Knudsen. Lungo la discesa del Col de La Couillole, seconda vetta di giornata, un gruppetto guidato dalla maglia gialla allunga. Nella successiva ascesa al Col des Champs, rimangono a condurre Merckx, Van Impe, De Schoenmaecker, Thévenet, Gimondi, Zoetemelk, Moser, Fuchs e Balague. Sul Col D'Allos la maglia gialla rimane sola al comando. Il belga, nonostante le difficoltà fisiche dovute al pugno ricevuto il giorno precedente, affronta l'ultima salita, l'ascesa di Pra Loup con 18" di margine su Gimondi e 1'10 su Thévenet, Zoetemelk e Van Impe. Improvvisamente Merckx va in crisi, Gimondi balza al comando, ma da dietro rinviene Thévenet che supera il bergamasco a 800 metri dall'arrivo e va a vincere; l'ormai ex maglia gialla chiude al 5º posto a quasi 2 minuti.

### 16ª tappa
- 14 luglio: Barcelonnette > Serre Chevalier - 107 km

Risultati
| Pos. | Corridore            | Tempo    |
| ---- | -------------------- | -------- |
| 1    | Bernard Thévenet     | 3h16'17" |
| 2    | Eddy Merckx          | a 2'22"  |
| 3    | Felice Gimondi       | s.t.     |
| 4    | Joop Zoetemelk       | s.t.     |
| 5    | Lucien Van Impe      | s.t.     |
| 6    | André Romero         | s.t.     |
| 7    | Vicente López Carril | s.t.     |
| 8    | Francisco Galdós     | s.t.     |
| 9    | Jan Janssen          | s.t.     |
| 10   | Herman Van Springel  | a 4'08"  |

| Pos. | Corridore            | Tempo     |
| ---- | -------------------- | --------- |
| 1    | Bernard Thévenet     | 81h06'52" |
| 2    | Eddy Merckx          | a 3'20"   |
| 3    | Joop Zoetemelk       | a 6'30"   |
| 4    | Lucien Van Impe      | a 7'36"   |
| 5    | Felice Gimondi       | a 10'41"  |
| 6    | Francesco Moser      | a 19'08"  |
| 7    | Vicente López Carril | a 19'31"  |
| 8    | Josef Fuchs          | a 21'36"  |
| 9    | Jan Janssen          | a 28'14"  |
| 10   | Pedro Torres         | a 30'12"  |

Descrizione e riassunto
Bis di Thévenet che ipoteca il successo finale. Lungo la discesa del Col de Vars, a più di 70 km dall'arrivo, Merckx tenta un attacco per riconquistare la maglia persa il giorno prima. Con lui Zoetemelk, Martinez e Galdos che però non collaborano. Nell'ascesa dell'Izoard attacca Zoetemelk, che però è raggiunto e staccato da Thévenet che giunge in solitaria sul traguardo con 2'22" sul gruppo dei migliori, tra i quali Gimondi. Moser perde oltre 4'.

### 17ª tappa
- 15 luglio: Valloire > Morzine-Avoriaz - 225 km

Risultati
| Pos. | Corridore            | Tempo    |
| ---- | -------------------- | -------- |
| 1    | Vicente López Carril | 7h23'38" |
| 2    | Lucien Van Impe      | a 2'11"  |
| 3    | Eddy Merckx          | a 3'44"  |
| 4    | Joop Zoetemelk       | a 3'45"  |
| 5    | Bernard Thévenet     | a 3'46"  |
| 6    | Josef Fuchs          | a 3'56"  |
| 7    | Michel Pollentier    | a 4'08"  |
| 8    | Raymond Delisle      | a 4'17"  |
| 9    | Jan Janssen          | a 5'33"  |
| 10   | Felice Gimondi       | s.t.     |

| Pos. | Corridore            | Tempo     |
| ---- | -------------------- | --------- |
| 1    | Bernard Thévenet     | 88h34'16" |
| 2    | Eddy Merckx          | a 3'18"   |
| 3    | Lucien Van Impe      | a 6'01"   |
| 4    | Joop Zoetemelk       | a 6'29"   |
| 5    | Felice Gimondi       | a 12'28"  |
| 6    | Vicente López Carril | a 15'45"  |
| 7    | Francesco Moser      | a 20'55"  |
| 8    | Josef Fuchs          | a 21'46"  |
| 9    | Jan Janssen          | a 30'01"  |
| 10   | Pedro Torres         | a 32'01"  |

Descrizione e riassunto
Merckx prende il via nell'ultima tappa alpina con una frattura alla mascella causata da una caduta avvenuta prima della partenza. Questo non gli impedisce di attaccare già nella discesa del primo ostacolo di giornata, il Col de la Madeleine, ma Thévenet rinviene grazie anche all'aiuto di Zoetemelk e Moser. Dopo la scalata del Col d'Aravis, è sulla Colombière che si sviluppa l'azione decisiva di López Carril. Ancora un attacco alla maglia gialla di Merckx lungo la discesa: il fiammingo riuscirà a distanziare il rivale di oltre un minuto e mezzo prima di subire l'ennesima rimonta. Nella salita finale, dietro a López Carril, c'è lo scatto di Van Impe, mentre i big si controllano e giungono staccati di pochi secondi a quasi 4'. Gimondi e Moser arrivano a 5'33".

### 18ª tappa
- 16 luglio: Morzine > Châtel – Cronometro individuale - 40 km

Risultati
| Pos. | Corridore         | Tempo    |
| ---- | ----------------- | -------- |
| 1    | Lucien Van Impe   | 1h03'15" |
| 2    | Ole Ritter        | a 56"    |
| 3    | Eddy Merckx       | a 57"    |
| 4    | Bernard Thévenet  | a 1'12"  |
| 5    | Joaquim Agostinho | a 1'20"  |
| 6    | Felice Gimondi    | a 1'37"  |
| 7    | Joop Zoetemelk    | a 1'41"  |
| 8    | Michel Pollentier | a 2'19"  |
| 9    | Jan Janssen       | a 3'     |
| 10   | Yves Hézard       | s.t.     |

| Pos. | Corridore            | Tempo     |
| ---- | -------------------- | --------- |
| 1    | Bernard Thévenet     | 89h38'43" |
| 2    | Eddy Merckx          | a 3'03"   |
| 3    | Lucien Van Impe      | a 4'49"   |
| 4    | Joop Zoetemelk       | a 6'58"   |
| 5    | Felice Gimondi       | a 12'53"  |
| 6    | Vicente López Carril | a 19'45"  |
| 7    | Francesco Moser      | a 24'29"  |
| 8    | Josef Fuchs          | a 25'39"  |
| 9    | Jan Janssen          | a 31'49"  |
| 10   | Pedro Torres         | a 35'24"  |

Descrizione e riassunto
Nessuno sconvolgimento nel corso dell'ultima cronometro vinta da Van Impe sul sorprendente danese Ritter. Merckx, terzo, recupera solo pochi secondi alla maglia gialla. Gimondi, sesto, il migliore degli italiani. Delude Moser, 18° a 4'46".

### 19ª tappa
- 17 luglio: Thonon-les-Bains > Chalon-sur-Saône - 229 km

Risultati
| Pos. | Corridore          | Tempo    |
| ---- | ------------------ | -------- |
| 1    | Rik Van Linden     | 6h53'59" |
| 2    | Robert Mintkiewicz | s.t.     |
| 3    | Barry Hoban        | s.t.     |
| 4    | Gerben Karstens    | s.t.     |
| 5    | Walter Godefroot   | s.t.     |
| 6    | Eddy Merckx        | s.t.     |
| 7    | Karel Rottiers     | s.t.     |
| 8    | Régis Delépine     | s.t.     |
| 9    | Willy Teirlinck    | s.t.     |
| 10   | Gérard Vianen      | s.t.     |

| Pos. | Corridore            | Tempo     |
| ---- | -------------------- | --------- |
| 1    | Bernard Thévenet     | 96h32'42" |
| 2    | Eddy Merckx          | a 3'03"   |
| 3    | Lucien Van Impe      | a 4'49"   |
| 4    | Joop Zoetemelk       | a 6'58"   |
| 5    | Felice Gimondi       | a 12'53"  |
| 6    | Vicente López Carril | a 19'45"  |
| 7    | Francesco Moser      | a 24'29"  |
| 8    | Josef Fuchs          | a 25'39"  |
| 9    | Jan Janssen          | a 31'49"  |
| 10   | Pedro Torres         | a 35'24"  |

Descrizione e riassunto

### 20ª tappa
- 18 luglio: Pouilly-en-Auxois > Melun - 256 km

Risultati
| Pos. | Corridore             | Tempo    |
| ---- | --------------------- | -------- |
| 1    | Giacinto Santambrogio | 7h39'45" |
| 2    | Rik Van Linden        | a 28"    |
| 3    | Gerben Karstens       | s.t.     |
| 4    | Barry Hoban           | s.t.     |
| 5    | Walter Godefroot      | s.t.     |
| 6    | Robert Mintkiewicz    | s.t.     |
| 7    | Karel Rottiers        | s.t.     |
| 8    | Régis Delépine        | s.t.     |
| 9    | Mauro Simonetti       | s.t.     |
| 10   | José Amaro            | s.t.     |

| Pos. | Corridore            | Tempo      |
| ---- | -------------------- | ---------- |
| 1    | Bernard Thévenet     | 104h12'55" |
| 2    | Eddy Merckx          | a 3'03"    |
| 3    | Lucien Van Impe      | a 4'49"    |
| 4    | Joop Zoetemelk       | a 6'58"    |
| 5    | Felice Gimondi       | a 12'53"   |
| 6    | Vicente López Carril | a 19'45"   |
| 7    | Francesco Moser      | a 24'29"   |
| 8    | Josef Fuchs          | a 25'39"   |
| 9    | Jan Janssen          | a 31'49"   |
| 10   | Pedro Torres         | a 35'24"   |

Descrizione e riassunto

### 21ª tappa
- 19 luglio: Melun > Senlis - 220,5 km

Risultati
| Pos. | Corridore          | Tempo    |
| ---- | ------------------ | -------- |
| 1    | Rik Van Linden     | 6h53'59" |
| 2    | Gerben Karstens    | s.t.     |
| 3    | Barry Hoban        | s.t.     |
| 4    | Francesco Moser    | s.t.     |
| 5    | Karel Rottiers     | s.t.     |
| 6    | Gérard Vianen      | s.t.     |
| 7    | Marc De Meyer      | s.t.     |
| 8    | Robert Mintkiewicz | s.t.     |
| 9    | Mariano Martínez   | s.t.     |
| 10   | Joaquim Agostinho  | s.t.     |

| Pos. | Corridore            | Tempo      |
| ---- | -------------------- | ---------- |
| 1    | Bernard Thévenet     | 110h50'02" |
| 2    | Eddy Merckx          | a 2'47"    |
| 3    | Lucien Van Impe      | a 5'01"    |
| 4    | Joop Zoetemelk       | a 6'42"    |
| 5    | Felice Gimondi       | a 13'05"   |
| 6    | Vicente López Carril | a 19'29"   |
| 7    | Francesco Moser      | a 24'13"   |
| 8    | Josef Fuchs          | a 25'51"   |
| 9    | Jan Janssen          | a 32'01"   |
| 10   | Pedro Torres         | a 35'36"   |

Descrizione e riassunto

### 22ª tappa
- 20 luglio: Circuito di Parigi/Champs-Élysées - 163,5 km

Risultati
| Pos. | Corridore              | Tempo    |
| ---- | ---------------------- | -------- |
| 1    | Walter Godefroot       | 3h34'29" |
| 2    | Robert Mintkiewicz     | s.t.     |
| 3    | Gerben Karstens        | s.t.     |
| 4    | Francesco Moser        | s.t.     |
| 5    | Barry Hoban            | s.t.     |
| 6    | Régis Ovion            | s.t.     |
| 7    | Willy Teirlinck        | s.t.     |
| 8    | José Luis Viejo        | s.t.     |
| 9    | Rik Van Linden         | s.t.     |
| 10   | Albert Van Vlierberghe | s.t.     |

Descrizione e riassunto
Felice Gimondi, trovato positivo in un test antidoping, viene penalizzato di 10', retrocedendo dalla quinta alla sesta posizione in classifica generale.

## Classifiche finali

### Classifica generale - Maglia gialla
| Pos. | Corridore            | Squadra     | Tempo      |
| ---- | -------------------- | ----------- | ---------- |
| 1    | Bernard Thévenet     | Peugeot-BP  | 114h35'31" |
| 2    | Eddy Merckx          | Molteni     | a 2'47"    |
| 3    | Lucien Van Impe      | Gitane      | a 5'01"    |
| 4    | Joop Zoetemelk       | Gan-Mercier | a 6'41"    |
| 5    | Vicente López Carril | KAS-Kaskol  | a 19'29"   |
| 6    | Felice Gimondi       | Bianchi     | a 23'05"   |
| 7    | Francesco Moser      | Filotex     | a 24'13"   |
| 8    | Josef Fuchs          | Filotex     | a 25'51"   |
| 9    | Edward Janssens      | Molteni     | a 32'01"   |
| 10   | Pedro Torres         | Super Ser   | a 35'38"   |

### Classifica a punti - Maglia verde
| Pos. | Corridore        | Squadra     | Punti |
| ---- | ---------------- | ----------- | ----- |
| 1    | Rik Van Linden   | Bianchi     | 362   |
| 2    | Eddy Merckx      | Molteni     | 256   |
| 3    | Francesco Moser  | Filotex     | 210   |
| 4    | Walter Godefroot | Flandria    | 204   |
| 5    | Barry Hoban      | Gan-Mercier | 199   |

### Classifica scalatori - Maglia a pois
| Pos. | Corridore        | Squadra     | Punti |
| ---- | ---------------- | ----------- | ----- |
| 1    | Lucien Van Impe  | Gitane      | 285   |
| 2    | Eddy Merckx      | Molteni     | 206   |
| 3    | Joop Zoetemelk   | Gan-Mercier | 171   |
| 4    | Bernard Thévenet | Peugeot-BP  | 166   |
| 5    | Felice Gimondi   | Bianchi     | 78    |

### Classifica giovani - Maglia bianca
| Pos. | Corridore       | Squadra     | Tempo      |
| ---- | --------------- | ----------- | ---------- |
| 1    | Francesco Moser | Filotex     | 114h59'44" |
| 2    | Hennie Kuiper   | Frisol-GBC  | a 16'32"   |
| 3    | André Romero    | Jobo-Wolber | a 20'11"   |

### Classifica sprint
| Pos. | Corridore          | Squadra     | Punti |
| ---- | ------------------ | ----------- | ----- |
| 1    | Marc Demeyer       | Flandria    | 77    |
| 2    | Barry Hoban        | Gan-Mercier | 47    |
| 3    | Robert Mintkiewicz | Gitane      | 31    |
| 4    | Guy Sibille        | Peugeot-BP  | 16    |
| 5    | Claude Magni       | Jobo-Wolber | 12    |

### Classifica a squadre
| Pos. | Squadra                | Tempo      |
| ---- | ---------------------- | ---------- |
| 1    | Gan-Mercier-Hutchinson | 345h03'49" |
| 2    | Molteni                | a 8'29"    |
| 3    | Filotex                | a 11'17"   |
| 4    | Gitane-Campagnolo      | a 20'08"   |
| 5    | Peugeot-BP-Michelin    | a 28'47"   |